# イオンモールKYOTO

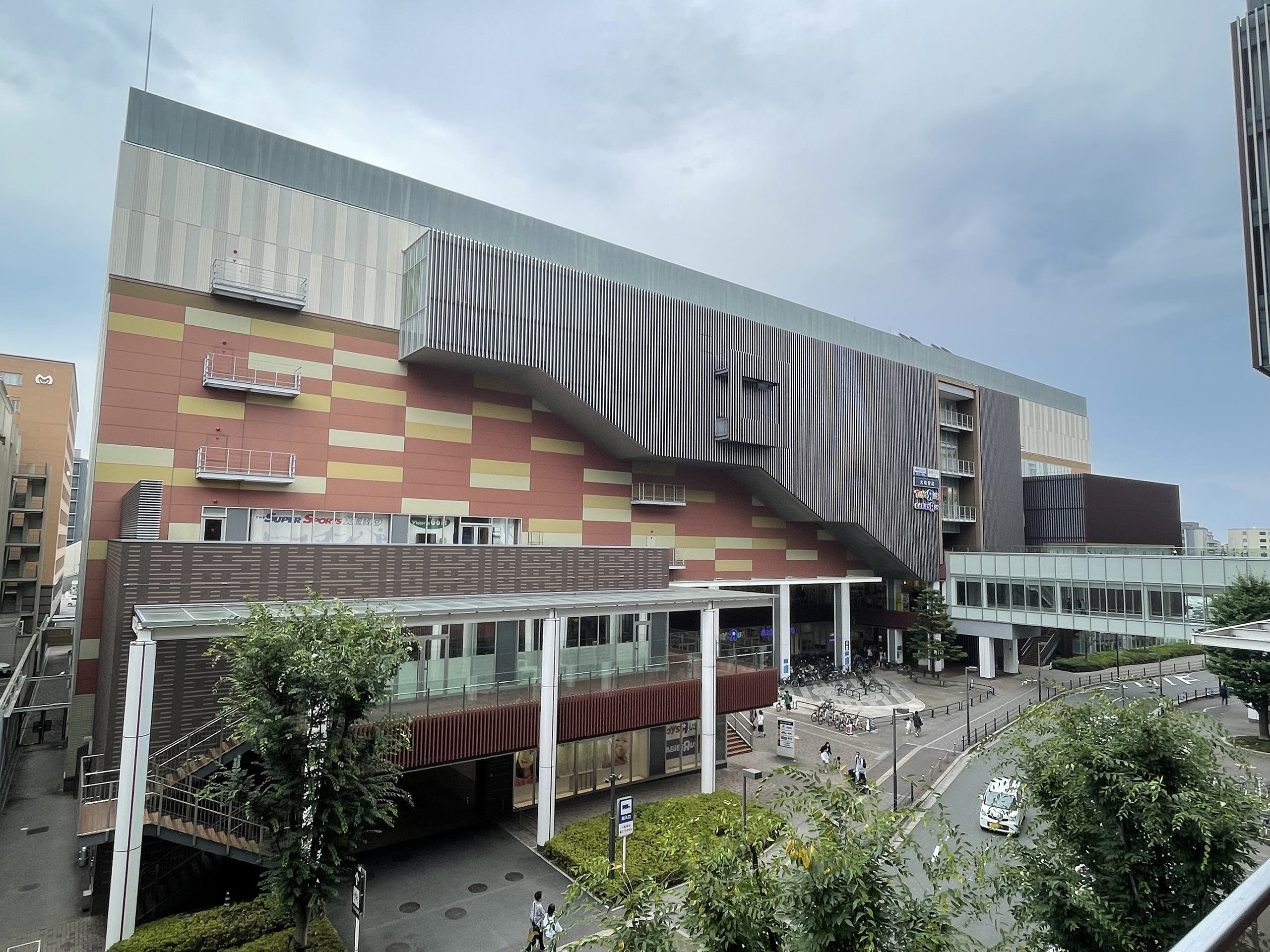
Kaede館

イオンモールKYOTO（イオンモールきょうと）は、京都駅より南西に位置する京都府京都市南区西九条鳥居口町と、西洞院通を挟んだ西九条院町に立地する複合型商業施設（ショッピングモール）の名称。
Sakura館（地上7階）とKaede館（地上6階）の2棟から構成され、両棟の2階と3階はMiyako橋（連絡通路）で繋がっている。

## 概要
当モールは、京都駅南開発特定目的会社が「ヴィノワ (VINOWA) 」として開発を行っていたが、事業主体の株式会社ジョイント・コーポレーションが会社更生法の適用を受けたことにより事業の継続が困難となったものの、引き続き建設工事を実施することが決まった。その後、施設を所有する清水建設からイオンモール株式会社がプロパティマネジメント（PM）事業を受託した。
2010年3月9日、イオンモールのプレスリリースにより、正式名称が「イオンモールKYOTO」に決定したことが発表された。当初は、店舗面積は52,069.86m2、171店舗が入居する予定であったが、同日のプレスリリースでは、約45,200m2、約140店舗に変更された。同2010年6月4日、午前9時にグランドオープンした。その時点での専門店数は約130店である。
なお、イオンモールでは過去数件のPM事業を手がけており、それらの物件はイオンモールの名称は付かなかった（ペルチ土浦など）。

## 沿革
- 2006年（平成18年）9月29日 - 京都駅南開発計画として複合型商業施設の建設を発表（当初は2008年3月1日オープン予定であった）[2]。
- 2008年（平成20年）9月18日 - 商業施設の名称を「ヴィノワ」とすることを発表[要出典]。
- 2009年（平成21年）
  - 5月29日 - 開発を行っていた株式会社ジョイント・コーポレーションが会社更生法を適用。
  - 6月3日 - ジョイント・コーポレーションがヴィノワからの撤退を発表。土地・建物は建設を請け負っていた清水建設の所有となる[要出典]。
  - 11月9日 - 清水建設からの依頼によりイオンモールがPM事業を受託。
- 2010年（平成22年）
  - 3月9日 - 正式名称を「イオンモールKYOTO」とすることが決定[1]。
  - 4月20日 - 同年6月4日開業予定と発表される[3]。
  - 5月27日 - 午前9時にプレオープン[要出典]。
  - 6月4日 - グランドオープン。
  - 11月25日 - 核テナントの一つ「TV ENTAMESTORE KYOTO」が運営会社の破産により開業から5か月で撤退。跡地には2011年7月22日に「トイザらス・ベビーザらス」が出店[要出典]。
- 2012年（平成24年）
  - 12月 - Kaede館5階・6階に株式会社ニッセンホールディングス が本社・オフィスを移転[4][5]。Kaede館6階にあった「Kotoホール」「南区暮らしの工房館」はSakura館4階へ移設された[要出典]。
- 2013年（平成25年）
  - 3月1日 - 清水建設が保有していた土地・建物をイオンモールが取得し、それまでのPM受託からイオンモールによる直営となる[要出典]。
- 2016年（平成28年）
  - 7月15日 - 第1期リニューアルオープン[6]。
  - 9月16日 - 第2期リニューアルオープン[6]、全館リニューアル[6]。

## 主要店舗
2012年6月22日現在
太字は、核店舗（大型テナント）。出店店舗全店の一覧・詳細情報は公式サイト「ショップガイド」を、営業時間およびATM稼働時間の詳細は公式サイト「営業時間・サービス案内」を参照。

### Sakura館
1階
- KOHYO
- ZARA
- a.depeche une autre（ア・デペシュ ユヌ オートル、家具）
- CHELSEA New York（インテリア雑貨）
- STONE MARKET（アクセサリー）
- KOBE KOTOBUKI
- 阪急ベーカリー&カフェ
- カルディコーヒーファーム
- DACS（ドラッグストア）
- Proactiv SOLUTION
- ATMコーナー
- Keyakiテラス（3店舗）

2階
- 無印良品
- the gap generation
- united arrows green label relaxing
- AZUL by moussy
- TOMMY HILFIGER
- LEPSIM LOWRYS FARM
- Green Parks topic
- ビューティラボ（10店舗）
- Keyakiテラス（2店舗）

3階
- UNIQLO
- ソフマップ
- mont-bell（アウトドア）
- Lovetoxic
- PiCNiC MARKET by mikihouse
- ABC-MART
- HIDEAWAYS NICOLE
- Right-on
- The@SUPER SUITS STORE
- fam （クロックス正規販売代理店）
- シルバニアファミリー森のお家
- こども写真城 スタジオアリス
- 眼鏡市場

4階
- NAMCO LAND
- 手芸センター ドリーム
- ポポンデッタ
- ヴィレッジヴァンガード
- Yu kids Island（遊キッズ愛ランド）
- 1丁目1番地（駄菓子・玩具）
- レストラン街（12店舗）
- フードコート（11店舗・500席）
- サン宝石

5階
- T・ジョイ京都（シネマコンプレックス、12スクリーン）

### Kaede館
1階
- トイザらス・ベビーザらス

2階
- 大垣書店
- ペットプラス

3階
- スーパースポーツゼビオ

4階
- マナベインテリアハーツ
- ダイソー
- VS PARK

5階・6階
- ニッセンホールディングス本社[8]